# Emirato Islámico de Afganistán (1996-2001)
El Emirato Islámico de Afganistán, o Primer Emirato Islámico de Afganistán (en pastún, د افغانستان اسلامي امارت) para diferenciarlo del actual, fue el nombre oficial durante la mayor parte del régimen islamista establecido por los fundamentalistas talibanes cuando tomaron la ciudad de Kabul y obligaron a huir a las autoridades anteriores, también fundamentalistas. En su apogeo controló el 90% del territorio afgano, gobernando el resto la Alianza del Norte. Este gobierno fue derrocado con la invasión estadounidense de 2001. También es conocido informalmente como régimen talibán .

## Estructura del Emirato Islámico
El gobierno de Afganistán estaba formado por: el Comité Militar (defensa), el Comité de Orientación y Predicación (religión), el Ministerio de Cultura e Información (comunicaciones), el Comité Político (relaciones exteriores), el Comité de Educación (cursos islámicos), el Comité Financiero, el Comité de Presos y Huérfanos, el Comité de Salud, el Comité para Establecimientos Extranjeros (supervisión de los extranjeros en el país), el Alto Consejo de la Shura (consejo de mulás) y el Comando Supremo (ejecutivo, a cargo del mulá Omar).
El Jefe del Comando Supremo era auxiliado por dos adjuntos, quienes convocaban al Alto Consejo de la Shura. El Jefe del Comando Supremo era el jefe de Estado y de gobierno y Comandante Supremo de las fuerzas armadas y nombraba sus adjuntos, a todos los funcionarios a cargo de las entidades del gobierno previamente nombradas, a los miembros del Alto Consejo de la Shura, a los gobernadores provinciales y a los Líderes de los Fieles (alcaldes) de los pueblos. Los Líderes de los Fieles estaban auxiliados por entre 10 y 50 yihadistas, de acuerdo a las circunstancias.
El presidente del Alto Consejo de la Shura fungía como un primer ministro. Las dos shuras más importantes, la de Kabul y la de Kandahar, eran rivales. El país no tenía leyes civiles, estaba regido por una interpretación rigurosísima de la sharia, ley islámica.
Las fuerzas armadas consistían en las milicias talibanas con algunos tanques, varios aviones y numerosos helicópteros de origen soviético obtenidos por los fundamentalistas de las fuerzas de la Revolución Saur, o de origen estadounidense, obtenidos de los otros muyahidín.

## Vida cotidiana
Todos los comunistas y partidarios de la antigua República Democrática que aun residían en el país fueron perseguidos y asesinados, un ejemplo de ello fue el último presidente comunista de Afganistán Mohammad Najibulá.

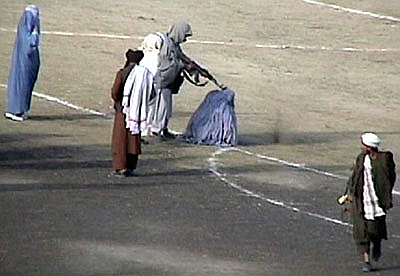
Ejecución pública de Zarmeena en el «Estadio Deportivo Ghazi» de Kabul el 16 de noviembre de 1999.

La televisión, los videos y la música fueron prohibidos completamente. Todas las películas conservadas en la empresa estatal afgana «Afghan Films» fueron quemadas por orden del régimen, solo se salvaron las de producción nacional pues fueron ocultadas por los trabajadores, quienes debieron escapar posteriormente.
Las mujeres no tenían derecho alguno, siendo obligadas a llevar burka y, en algunas regiones, un burka blanco (color de la bandera); esta prenda era muy costosa y muchas mujeres debían, por ende, quedarse encerradas en su casa. El trabajo femenino fuera del hogar estaba prohibido (excepto unas pocas médicas en Kabul para atender mujeres), así como salir de la casa sin un Mahram (familiar responsable masculino (padre, hermano o marido). Estaban prohibidos sus estudios (salvo los religiosos), uso de cosméticos y tacones, montar en bicicleta o motocicletas, practicar deportes, llevar colores vistosos, reír en voz alta, participar en festejos, lavar ropa en ríos o plazas públicas, asomarse a balcones, ser fotografiadas o filmadas. Los talibanes continuaron con las prácticas de la lapidación y el azote público instaurados desde 1992. Las ventanas de las casas debían ser opacas para bloquear la vista del exterior. Si una mujer se pintaba las uñas, se le cortaban los dedos. A causa de estas represiones, el suicidio, generalmente quemándose vivas, era muy frecuente en las mujeres y se ha reportado que el 90 % de ellas sufrían problemas psicológicos.
Los varones debían llevar indumentaria islámica con sombrero y barba suficientemente larga «como para caber en un puño bajo la barbilla» (quien no seguía esta norma sufría la amputación de su nariz).[cita requerida] Tampoco podían, los médicos, atender mujeres.
El festejo del Día de los Trabajadores estaba prohibido y era uno de los pocos Estados del mundo que no lo reconocía. Nadie debía llevar nombre no-islámico (debía cambiárselo si tenía uno) ni adiestrar aves ni tener fotos de mujeres impresas o colgadas de la pared ni celebrar el año nuevo tradicional (los talibanes habían cambiado el tradicional calendario persa al calendario musulmán).
Los chiíes eran considerados como «subhumanos» porque eran «no creyentes» y según los talibanes no tenían ningún derecho; estas poblaciones debieron huir.
Los talibanes estuvieron vinculados al tráfico de órganos y a beneficios por tráfico de opio (también se beneficiaron de estas prácticas los demás muyahidín). En 1999, el gobierno talibán prohibió y persiguió el cultivo del opio, llevándolo a su desaparición.

## Relaciones internacionales

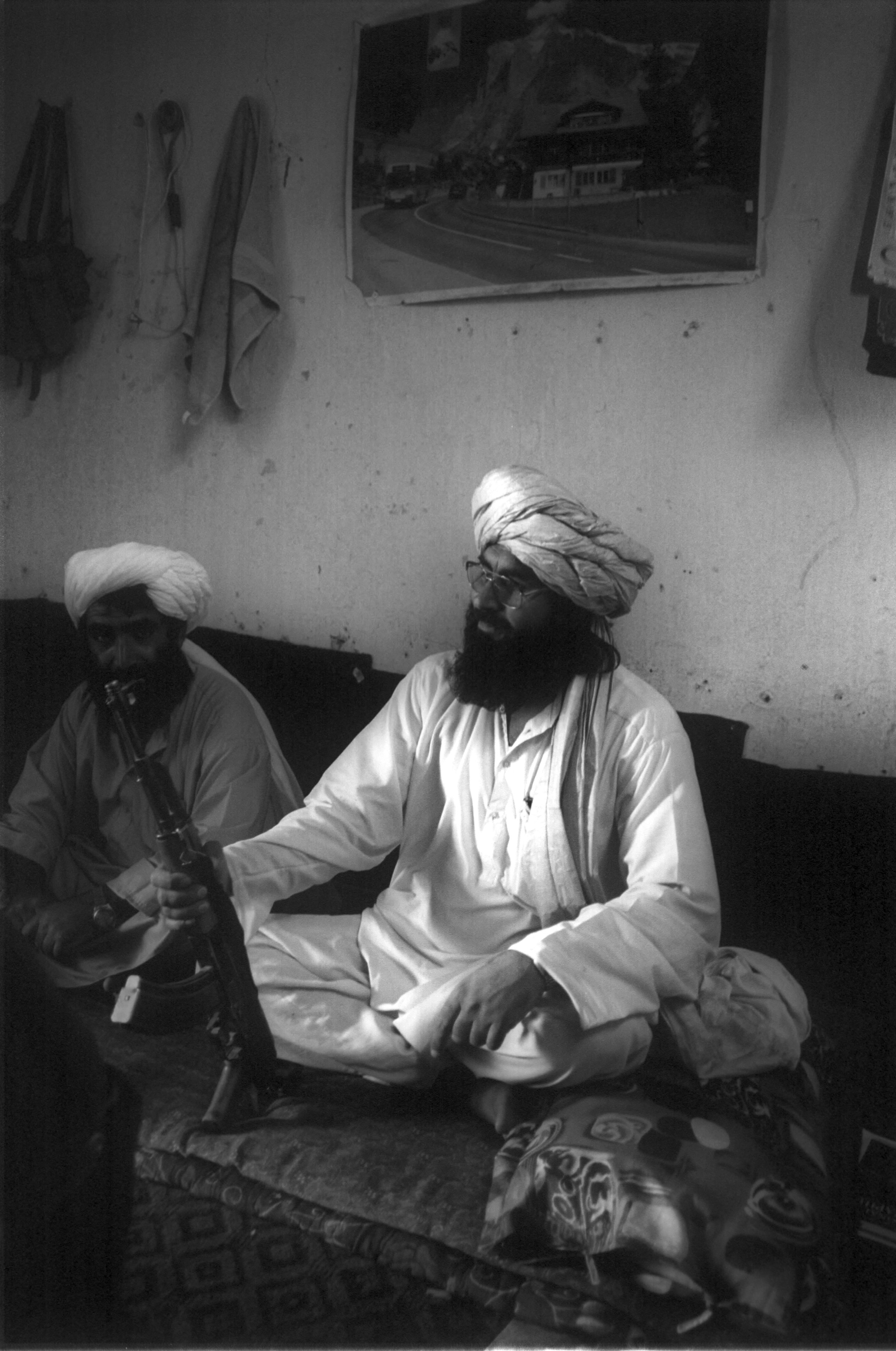
Guardia fronterizo talibán en Torjam, 2001.

Cuando los talibanes entraron en la capital en 1996, irrumpieron en la sede de la ONU, secuestrando, torturando, mutilando y asesinando a Mohammad Najibullah, presidente entre 1987 y 1992, quien se encontraba refugiado allí. Además, los talibanes forzaron el consulado de Irán en Mazar-i-Sharif en 1998 y ejecutaron a los diplomáticos.
Este desconocimiento de la ley internacional fue el motivo por el que el régimen talibán sólo fue reconocido por tres países: Pakistán (quienes habían organizado originalmente al movimiento, en coordinación con Estados Unidos), Arabia Saudita (país natal de Osama bin Laden, líder terrorista de Al Qaeda y estrecho aliado de los talibanes) y Emiratos Árabes Unidos; ningún otro Estado y ninguna organización internacional lo reconocieron.
Después de ser vinculados a Bin Laden los atentados en las embajadas estadounidenses en agosto de 1998, el presidente Bill Clinton ordenó los ataques con misiles sobre los campos de entrenamiento de militantes en Afganistán.
En 1999, el Consejo de Seguridad de la ONU, por Resolución 1267, estableció un régimen de sanciones para personas y entidades asociadas con Al-Qaeda, Osama bin Laden o los talibanes. Las sanciones incluían prohibición de viajes internacionales, congelación de activos y embargo de armas. Desde la invasión de 2001, estas sanciones para estos individuos rigen en todo el mundo, pero algunos de ellos fueron perdonados.

## Caída
Tras los atentados terroristas de septiembre de 2001 en Estados Unidos, el gobierno de ese país exigió la entrega de Bin Laden y el desmantelamiento de los campamentos de entrenamiento de sus seguidores. Los talibanes dijeron que lo entregarían si se les presentaban pruebas de su vinculación con los ataques y que no desmantelarían a Al Qaeda.
El 7 de octubre de 2001 el gobierno de Estados Unidos inició sus operaciones militares para derrocar al régimen. El 17 de diciembre de 2001 cayeron las últimas posiciones del Ejército Talibán, pero desde entonces la insurgencia llevada a cabo por el movimiento ha crecido y se ha fortalecido y pone en riesgo al gobierno, el cual fue derrotado el 8 de septiembre de 2021.
Los talibanes consideran al Emirato Islámico como el régimen legítimo y continúan llamando a su país de esa forma. El nombre del régimen es la base para el de otro Estado integrista autoproclamado Emirato Islámico de Waziristán.